# Acide gluconique
L'acide gluconique (C6H12O7) est un acide très répandu aussi bien chez les animaux que dans les plantes. Il est le plus souvent intégré dans une molécule plus grande comme c'est le cas dans diverses gommes. Il est obtenu à partir de la gomme d'acacia, à partir de laquelle on l'isole sous la forme de cristaux en aiguilles fondant à 165 °C. Il est soluble dans l'eau et l'alcool. Il est autorisé en Europe comme additif alimentaire (E574).

## Propriétés chimiques
L'acide gluconique est obtenu par l'oxydation de la fonction aldéhyde du glucose, donc sur le carbone no 1, selon la réaction suivante :
Cet acide se dissocie dans l'eau à pH = 7, selon cette réaction :

## Acide gluconique etvin
L’acide gluconique a été trouvé dans les vins de vendanges eudémisées : la larve de l’eudémis (un papillon) perce le grain de raisin et permet le développement d’une bactérie oxydante.
Botrytis cinerea est capable, par l’intermédiaire d’une enzyme, la glucose oxydase, de former de l’acide gluconique à partir de glucose (en passant par le Glucono delta-lactone). Cet acide provient de la fonction aldéhyde du glucose :
On retrouve dans les moûts des teneurs en acide gluconique entre un et plusieurs centaines de milligrammes par litre. C'est l'ion D-gluconate qui est dosé dans les moûts, du fait des conditions acides et aqueuses du milieu.